# تاتيانا ليسينكو (لاعبة جمباز)
تاتيانا فيليكسيفنا ليسينكو (الأوكرانية: Тетяна Фелiксiвна Лисенко ؛ من مواليد 23 يونيو 1975) لاعبة جمباز سوفيتية وأوكرانية سابقة ، تعتبر مسيرتها التنافسية الاحترافية من عام 1990 إلى عام 1994. كانت ليسينكو عضوًا في فريق الاتحاد السوفيتي خلال الفترة المبكرة التسعينيات ، وهي الفترة التي كانت فيها مواهبها عميقة حيث لم يخسر اتحاد الجمهوريات الاشتراكية السوفيتية منافسة الفرق النسائية في الألعاب الأولمبية مطلقًا .